# Józef Ciągwa
Józef Ciągwa, słow. Jozef Čongva (ur. 19 marca 1939 w Jurgowie) – polski prawnik pochodzenia słowackiego, wieloletni nauczyciel akademicki Uniwersytetu Śląskiego, profesor nauk prawnych, przewodniczący Zarządu Głównego Towarzystwa Słowaków w Polsce.

## Życiorys
Ukończył studia prawnicze na Wydziale Prawa Uniwersytetu Jagiellońskiego. W 1971 na podstawie rozprawy pt. Słowacka ideologia narodowa na przełomie. Ludovik Stur (1834–1856) uzyskał na Wydziale Prawa i Administracji UŚl stopień naukowy doktora nauk prawnych w zakresie prawa. Tam też w 1980 otrzymał stopień doktora habilitowanego prawnych w zakresie prawa. Tytuł naukowy profesora nauk prawnych został mu nadany w 1994.
W 1983 wstąpił do Towarzystwa Społeczno-Kulturalnego Czechów i Słowaków w Polsce. W wyborach parlamentarnych w 1991 kandydował do Sejmu z listy Wyborczego Bloku Mniejszości Narodowych z województwie nowosądeckim. Od 1995 przewodniczy Towarzystwu Słowaków w Polsce. Z jego ramienia zasiadał do końca 2012 r. w Komisji Wspólnej Rządu i Mniejszości Narodowych i Etnicznych jako przedstawiciel społeczności słowackiej. Mówi płynnie w językach słowackim i węgierskim oraz ich lokalnych odmianach.
Jest licencjonowanym przewodnikiem po Tatrach. Od 1992 posiada także uprawnienia tłumacza przysięgłego języka czeskiego i słowackiego.

## Zainteresowania naukowe
Specjalizuje się w historii doktryn polityczno-prawnych, historii państwa i prawa polskiego oraz historii ustroju Polski. Obecnie jest zatrudniony jako wykładowca w Górnośląskiej Wyższej Szkole Handlowej im. W. Korfantego w Katowicach, w Katedrze Historii Prawa Uniwersytetu Śląskiego, Zakładzie Historii Państwa i Prawa Uniwersytetu Rzeszowskiego oraz w Zakładzie Historii Państwa i Prawa Wyższej Szkoły Prawa i Administracji w Przemyślu jako jego kierownik.

## Odznaczenia
8 stycznia 2009 w Bratysławie został odznaczony przez prezydenta Słowacji Ivana Gašparoviča Orderem Podwójnego Białego Krzyża II klasy (Rad Bieleho dvojkríža II. triedy) w uznaniu nadzwyczajnych zasług dla Republiki Słowackiej, a zwłaszcza za działalność w sferze naukowej, pedagogicznej i kulturalnej. 15 listopada 2013, za wybitne zasługi w działalności na rzecz mniejszości narodowych i etnicznych, za osiągnięcia w pracy naukowej, został mu przyznany Krzyż Kawalerski Orderu Odrodzenia Polski. 

## Księga jubileuszowa
W 2009 dla uczczenia jubileuszu jego 70. urodzin opublikowano festschrift pt. Państwo, prawo, społeczeństwo w dziejach Europy Środkowej. Księga jubileuszowa dedykowana profesorowi Józefowi Ciągwie w siedemdziesięciolecie urodzin, red. Adam Lityński, Katowice: Wydawnictwo Uniwersytetu Śląskiego, 2009 ISBN 978-83-7490-261-8.

## Wybrane publikacje naukowe
- Wpływ centralnych organów Drugiej Rzeczypospolitej na ustawodawstwo śląskie w latach 1922–1939, 1979
- Autonomia Śląska (1922–1939), Katowice 1988,  ISBN 8385039333
- Immunitet parlamentarny posłów Sejmu Śląskiego w latach 1922–1939: regulacja prawna i praktyka, 1992
- Słowacy w Powstaniu Warszawskim. Wybór źródeł, Towarzystwo Słowaków w Polsce, Kraków 1994, ISBN 83-89707-33-0
- Dzieje i współczesność Jurgowa. Dejiny a súčasnosť Jurgova: 1546–1996, 1996
- Rada Narodowa Republiki Słowackiej, Kancelaria Sejmu. Biuro Informacyjne, 1998